# Romaszkanowie

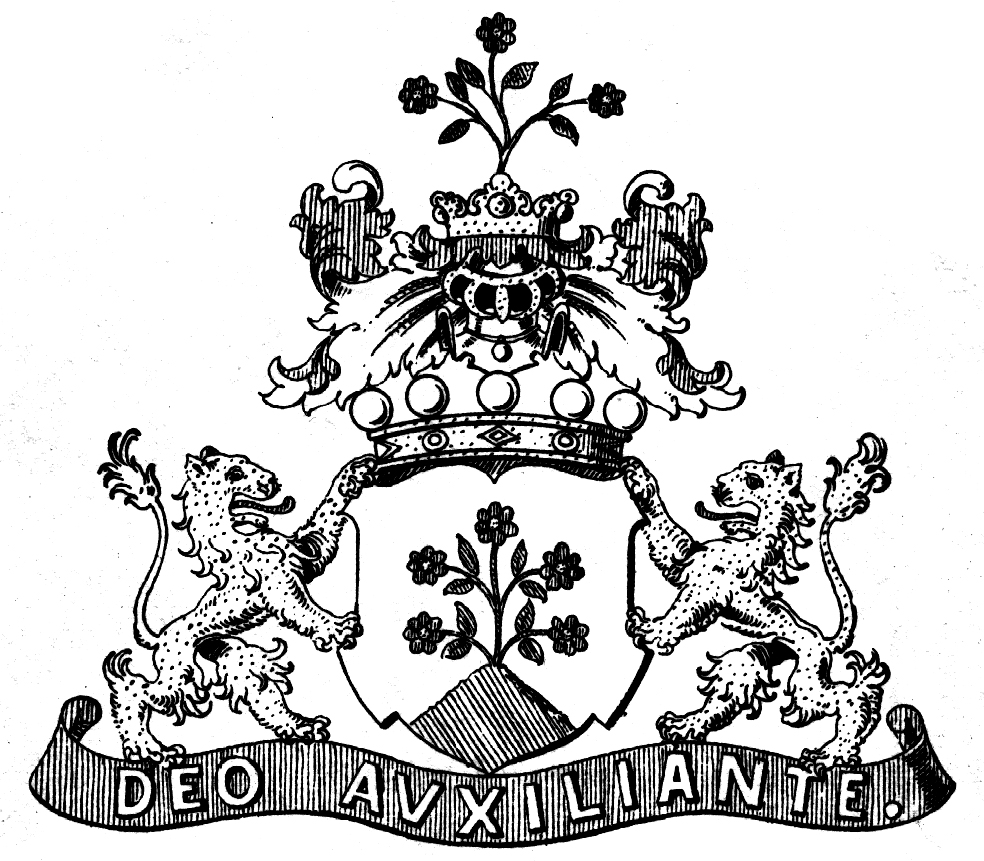
Herb Romaszkan - baronowski

Romaszkanowie v. Romaszkany herbu własnego – polska rodzina ormiańskiego pochodzenia, mająca stare szlachectwo mołdawskie, indygenowana na Bukowinie. Wyznanie ormiańsko-katolickie. Wpisana do galicyjskich metryk szlacheckich we Lwowie w 1789 i 1792 jako potomkowie Jakuba (1747-1802), Michała i Grzegorza. Licznie rozrodzona, z której jedna z wygasłych już gałęzi otrzymała austriacki tytuł baronowski („Freiherrenstand”) wraz ze stosownym udostojnieniem herbu.

## Tytuł baronowski
Część potomków Jakuba (1747-1802) i Marii z Kreciuniaków (1759-1802) w latach 1856-1858 uzyskało tytuł barona. Tytuły te uzyskali kolejno jego wnuk (syn najstarszego syna Jakuba Grzegorza i Anny Kapri) Mikołaj Romaszkan który otrzymał w Bad Ischl 26 października 1856 austriacki dziedziczny tytuł baronowski (dyplom datowany Wiedeń 18 marca 1857). Tenże tytuł otrzymał jego stryj Piotr Romaszkan (syn Jakuba) wraz z synami Augustem i Zygmuntem 22 sierpnia 1857 (dyplom datowany Wiedeń 3 stycznia 1858).
Tytuł baronowski nosili więc:
- Mikołaj Romaszkan (1811-1882), ziemianin, właściciel dóbr Horodenka i członek dożywotni austriackiej Izby Panów.
- Jakub Romaszkan (1843-1922), ziemianin, właściciel dóbr Horodenka i poseł do austriackiej Rady Państwa.
- Franciszek Romaszkan (1851-1935), ziemianin, właściciel dóbr Krechowce i Uhersko. Ostatni baron Romaszkan
- Piotr Romaszkan (1890-1863), ziemianin, właściciel dóbr Ostapie, Uhersko, Laszki, członek Stanów Galicyjskich i działacz gospodarczy
- Zygmunt Romaszkan (1825–1893), ziemianin, prezes Wydziału Powiatowego w Stryju, c. k. szambelan i  dożywotni członek austriackiej Izby Panów.
- August Romaszkan (1827-1889), ziemianin, działacz gospodarczy i społeczny, c. k. szambelan.

Tytuł ten wygasł ostatecznie na córkach Jakuba Romaszkana (1843-1922): Marii Teresie (1869-1961), żonie Józefa Lasockiego (1861-1931), Joannie Antoninie Stefani (1870-1940), żonie Juliana Brunickiego (1864-1924), i Annie Franciszce (ur. 1874), żonie Eduarda Strohschneidera

## Inni przedstawiciele rodu
- Grzegorz Romaszkan (1809-1881), arcybiskup ormiański we Lwowie.
- Michał Romaszkan (1850-1916), ksiądz dziekan kościoła ormiańskiego w Stanisławowie.
- Artur Romaszkan (1879-1939), dyrektor Banku Gospodarstwa Krajowego.
- Grzegorz Romaszkan (1894-1982), rotmistrz kawalerii Wojska Polskiego.
- Stanisław Romaszkan (1902-1971), nauczyciel, przewodnik i uczestnik powstań śląskich.
- Kazimierz Romaszkan (1909-1973), ksiądz kanonik  ormiańskiej kapituły katedralnej we Lwowie i powojenny proboszcz personalny Ormian w Polsce.
- Roman Romaszkan (1910-1956), oficer Armii Krajowej i cichociemny.

## Dobra rodowe
W okresie XVIII-XX w. (do 1944) przedstawiciele rodu posiadali m.in. dobra: Laszki i Nagorzany w pow. lwowskim, Ostapie w pow. skałackim, Uhersko, w pow. stryjskim, Koszyłowce w pow. czortkowskim, Krechowce w pow. stanisławowskim, Horodenka, Popielniki, Siemiakowce i Tyszkowce w powiecie kołomyjskim oraz Ispas, Dołhopole, Putila, Kimpolung Ruski na Bukowinie.